# TT180
La tombe thébaine TT 180 est située à El-Khokha, dans la nécropole thébaine, sur la rive ouest du Nil, face à Louxor en Égypte.
C'est la sépulture d'un inconnu, datant de la XIXe dynastie.